# Euplexia exotica
Euplexia exotica är en fjärilsart som beskrevs av Embrik Strand 1921. Euplexia exotica ingår i släktet Euplexia och familjen nattflyn. Inga underarter finns listade i Catalogue of Life.